# マリア・ドロレス・ラスエン・サンチョ
マリア・ドロレス・ラスエン・サンチョ（スペイン語: María Dolores Lasuén Sancho、1936年7月21日 - 2024年8月6日）は、スペインのテレビディレクター、実業家。スペイン民主化移行期における放送業界の女性パイオニアとして知られる。

## 生涯

### 初期
スペイン内戦勃発直後の1936年、テルエル県アルカニスに生まれる。時代の困難な状況の中で幼少期を過ごした。16歳の時、父親の死去を機に単身マドリードに移住し、就職の機会を求めた。

### 職歴
マドリードで様々な職に就いた後、スペインテレビ（RTVE）に勤務。1960年代、女性が放送業界の管理職に就くことが極めて稀だった時代に、**児童番組部門のディレクター**に就任し、スペイン公共放送における女性管理職の草分けとなった。
若くして夫ミゲル・アンヘル（判事）を亡くし、幼い娘を抱えてシングルマザーとなったが、年金受給を拒否し職業生活を継続した。その後、プラド・デル・レイのRTVE施設に関連するタバコ店を経営し、経済的自立を維持した。

### 国際的活動
NHKに数回招聘され、日本の放送業界との文化交流に貢献した。また、金沢市で開催された花卉展覧会への協力により、**金沢ブローチ賞**を受賞した。

### 私生活
親族や友人からは「ロラ」の愛称で親しまれた。起業家精神に富み、国際的な人脈を築く能力に長けていた。アラブ首長国連邦、ドイツ、ホンジュラス、中国など世界各国に友人を持っていた。
娘クリスティーナとの間に2人の孫：**ホルヘ・レモン・ガルシア＝ラスエン**と**ギジェルモ・レモン・ガルシア＝ラスエン**がいる。

## 文化的影響
2025年、ブラジルの音楽家トリー・ザ・ファーストが、彼女の人生にインスパイアされた楽曲「Lasuen Blues」を発表した。作曲者は彼女と面識はなかったが、その人生の物語に感銘を受けて制作した。

### 記念
- マドリードチャマルティン区に「ドロレス・ラスエン公園」が設置されている。

## 逝去
2024年8月6日、アビラにて88歳で死去した。